# کریم‌آباد (اسماعیل‌آباد)
کریم‌آباد یا عیدوزهی پور روستایی در دهستان اسماعیل‌آباد بخش مرکزی شهرستان خاش استان سیستان و بلوچستان ایران است.

## جمعیت
بر پایه سرشماری عمومی نفوس و مسکن در سال ۱۳۹۵ جمعیت این روستا ۱۱۸ نفر (۲۶خانوار) بوده‌است.